# Krédo
Krédo (z lat. credo „věřím“, řec. σύμβολον symbolon „shrnutí“, případně „shoda“) je vyznání víry, nedlouhý text, kterým se věřící veřejně přihlašuje k hlavním článkům své víry. Existuje více křesťanských kréd, která používají různé církve a odráží složité věroučné diskuse. V judaismu slouží jako vyznání modlitba Šema Jisra'el a muslimské vyznání Šaháda patří k pěti pilířům islámu. Výraz se používá také v přeneseném významu jako vyjádření zásady nebo životního přesvědčení.

## Původ a význam
Když se rané křesťanství na samém počátku rozcházelo se židovstvím, odmítli jeho představitelé stavět je na národním či etnickém principu a omezit se na „křesťany ze židovství“ (viz Sk 10,1-48; Sk 15,1-35; Ga 2,1-10). Vznikající křesťanská církev se tedy nevymezovala ani sídlem (jako většina antických kultů), ani jazykem, ani původem svých věřících. Tím však zároveň vznikla potřeba nějakého jiného vymezení, jímž se stalo „vyznání víry“ tj. přihlášení se k určitému obsahu této víry (odtud konfese). Název krédo je odvozen od prvního slova pozdějších „shrnutí“ obsahu křesťanské víry, jak se na něm dohodla různá shromáždění a koncily.

## Křesťanská kréda
Křesťanství formulovalo několik vyznání víry, která vyjadřují obsah víry církve v kostce. Nejstarším z takových vyznání je zřejmě novozákonní a raně křesťanské „Ježíš je Pán“ (např. Řím 10,9). Postupný vývoj křesťanské církve, zejména však teologické spory a z nich vzniklé různé směry křesťanství, si však vynutily formulaci složitějších vyznání. Jejich smyslem bylo odlišit křesťany věrné doktríně ústředních církevních autorit od heretiků.
- Apoštolské vyznání legendární podání připisuje vznik tohoto kréda dvanácti apoštolům, kteří se společně sešli, aby se shodli na základních bodech křesťanského učení. Každá z výpovědí je tak přiřazena jednomu z apoštolů. Ačkoli je tato možnost velmi nepravděpodobná, přesto je toto vyznání velmi staré, ale konečná redakce pochází z 6. století, je tedy o několik století mladší než vyznání 1. a 2 ekumenického sněmu. Zřejmě se vyvinulo z křestních katechezí a v této podobě lze najít zmínky tohoto vyznání již ve 2. století. Zřejmě vzniklo jako reakce proti dokétismu a některým gnostickým představám; zdůrazňuje skutečné narození, fyzickou smrt a tělesné vzkříšení Ježíše Krista.
- Nicejské vyznání víry bylo přijato na 1. ekumenickém sněmu v Nikáji a předpokládá se, že vychází z cézarejsko-kyperského křestního vyznání. Zvláštní pozorností tohoto vyznání jsou christologické a trinitární formulace, které odrážejí situaci, kvůli níž byl svolán První nikajský koncil (325). Vyznání reaguje na ariánství, které církev odsoudila jako herezi.
- Nicejsko-konstantinopolské vyznání je rozvinutím vyznání Nicejského, jak jej formuloval První konstantinopolský koncil (381). V římskokatolické liturgii tvoří vyznání víry každé slavnostní nebo nedělní mše (jeho platnost a význam potvrdil tridentský koncil i Druhý vatikánský koncil). V pravoslavné církvi je součástí každé liturgie, avšak bez filioque.
- Vyznání Quicumque zvané též Athanasiovo vyznání.
- Chalkedonské vyznání formulované Chalkedonským koncilem jako vyjádření víry v božskou a lidskou přirozenost v Kristu.